# Deolinda Lopes Vieira
Deolinda Lopes Vieira (Beja, 8 de julio de 1888 - Lisboa, 8 de junio de 1993) fue una profesora de primaria, formada en la Escuela Normal Primaria de Lisboa, militante anarcosindicalista, feminista, y miembro de la masonería portuguesa. Fue profesora en la escuela taller n.º 1, una institución educativa de Lisboa de influencia anarquista y liberal, en la cual se dedicó a la enseñanza primaria y a la educación infantil. Colaboró en revistas pedagógicas y en la Liga de Acção Educativa y fue una destacada militante feminista, participando en la organización de varias asociaciones, entre ellas el Consejo Nacional de las Mujeres Portuguesas, en cuyas actividades participó desde la fundación en 1914 hasta su fin en 1947. Fue miembro fundador de la masonería femenina en Portugal, y de la Logia Humanidade de la Orden masónica Mixta e Internacional "El derecho humano". Se casó con el periodista António Pinto Quartin, es madre de Orquídea Vieira Quartin, de Hélio Vieira Quartin y de la actriz portuguesa Glicínia Quartin.

## Biografía
Nació en la ciudad de Beja, hija de una empleada del hogar y de un cajero viajante. Después de haber concurrido a la escuela primaria en su ciudad natal, a los 12 años se trasladó con su familia a la ciudad de Lisboa, donde completó sus estudios en la Escuela Normal de dicha ciudad.
Mientras asistía a la Escuela Normal Primaria, Deolinda se caracterizaba por ser progresista, dominada por un fuerte deseo de una reforma educativa y social, que la llevó a unirse al campo republicano y al anarcosindicalismo, buscando una base asuntos políticos y sociales con la lectura de las obras de autores como León Tolstoi, Piotr Kropotkin, Elisée Reclus, Sébastien Faure y Jean Grave.
Conoció a António Pinto Quartin, de origen brasileño, divulgador del anarquismo y promotor de proyectos culturales y periodísticos como O Protesto - Guerra Social (1908-1909), Amanhã (1909) y Terra Livre (1913), con quien se casó.
En 1910 Deolinda comenzó a trabajar como profesora en la Escuela-Oficina Nº 1 de Lisboa. En 1913 partió para Brasil, acompañando a su marido quien fuera expulsado de Portugal como consecuencia de su militancia anarquista. Permaneció en Brasil hasta 1915, año en que la familia fue autorizada a regresar a Portugal. Volvió a trabajar en la Escuela-Oficina Nº 1, y también en algunas escuelas móviles republicanas, actividad que mantuvo hasta la desaparición de dichas escuelas en 1930, resultado de la represión de la Dictadura Nacional. Al mismo tiempo participaba en las experiencias pedagógicas que eran conducidas en el ámbito de los movimientos lirales y de acción de reforma de la educación infantil promovida por Adolfo Lima y su grupo de profesores y educadores normalistas.
Regresó a la Escuela Normal Primaria de Lisboa, donde en 1919 se especializó en educación infantil, con el apoyo de Adolfo Lima. A partir de entonces pasó a trabajar alternadamente entre Escuela-Oficina y en la dirección de enseñanza pre-escolar, creada recientemente en el ámbito de la Primera República Portuguesa.
Después de la revolución portuguesa de 1926 su labor fue reducida, primero con la desaparición de las escuelas móviles en 1930 y luego con la de la enseñanza infantil en 1932. Fue entonces transferida a una escuela de enseñanza primaria oficial donde se mantuvo hasta su jubilación en 1940.
Su participación en la vida pública se limitó al ámbito de la enseñanza primaria e infantil, incluyendo la dedicación exclusiva a un proyecto de escuela alternativa a la educación oficial, centrado en la Escuela-Oficina Nº 1 de influencia anarquista e liberal, la participación en movimientos sociales feministas, de inspiración republicana, como el Consejo Nacional de las Mujeres Portuguesas, fundado en 1914, y en proyectos masónicos, destacándose la introducción en Portugal de una rama de la masonería mixta francesa Le Droit Humain (L'Ordre Maçonnique Mixte et International "Le Droit Himain"), siendo fundadora de la Loja Humanidade (Logia Humanidad) en 1923 en la ciudad de Lisboa, en la cual adoptó el nombre simbólico de la poeta portuguesa Maria Amália Vaz de Carvalho.

## Militancia feminista y acciones pro-educativas
En el ámbito de la militancia feminista, fue una de las pioneras del feminismo en Portugal. Formó parte de la comisión organizadora y participó en el 1º Congreso Feminista y de Educación, realizado en Lisboa del 4 al 9 de mayo de 1924. En ese congreso presentó una tesis de carácter pedagógico-social titulada Educação de anormais (Educación de anormales), contando cuestiones relacionadas con la enseñanza a niños con algunas deficiencias. El comité organizador de ese primer Congreso Feminista y de Educación fue presidido por Adelaide Cabete y durante el mismo, además de la propia Lopes Vieira, intervinieron otras activistas feministas como Vitória Pais Freire de Andrade, Maria O'Neill o Maria Isabel Correia Manso.
Ya en plena vigencia de la Dictadura Nacional, fue precursora del Estado Novo, el Consejo Nacional de las Mujeres Portuguesas, y además del 2º Congreso Feminista Portugués, en el cual presentó una nueva tesis denominada Escola Única, en defensa de la coeducación, ya que el año anterior el gobierno había abolido mediante el Decreto nº 13791el régimen de coeducación en las escuelas primarias.
Fue miembro activo de la Liga de Acção Educativa, siendo en 1928 electa para la Comisión de Educación y Defensa de los niños. También participó activamente en órganos sindicales de personal docente.